# Kanton Glabbeek
Kanton Glabbeek is een kieskanton in de provincie Vlaams-Brabant en het Arrondissement Leuven. Het is de bestuurslaag boven die van de gemeenten Glabbeek en Lubbeek. Tot 1970 was er ook een gerechtelijk kanton Glabbeek-Zuurbemde met een vredegerecht.

## Kieskanton Glabbeek
Het kieskanton Glabbeek ligt in het provinciedistrict Tienen, het kiesarrondissement Leuven en ten slotte de kieskring Vlaams-Brabant. Het telt 16 stembureaus.

### Structuur
| Glabbeek         | Glabbeek         | Supranationaal         | Nationaal                         | Nationaal                | Gemeenschap              | Gewest                   | Provincie                | Arrondissement  | Provinciedistrict | Kanton          | Gemeente         | District         |
| ---------------- | ---------------- | ---------------------- | --------------------------------- | ------------------------ | ------------------------ | ------------------------ | ------------------------ | --------------- | ----------------- | --------------- | ---------------- | ---------------- |
| Administratief   | Niveau           | Europese Unie          | België                            | België                   | Vlaanderen               | Vlaanderen               | Vlaams-Brabant           | Leuven          | Leuven            | Leuven          | Glabbeek Lubbeek | -                |
| Administratief   | Bestuur          | Europese Commissie     | Belgische regering                | Belgische regering       | Vlaamse regering         | Vlaamse regering         | Deputatie                | Deputatie       | Deputatie         | Deputatie       | Gemeentebestuur  | Districtscollege |
| Administratief   | Raad             | Europees Parlement     | Kamer van volksvertegenwoordigers | Vlaams Parlement         | Vlaams Parlement         | Vlaams Parlement         | Provincieraad            | Provincieraad   | Provincieraad     | Provincieraad   | Gemeenteraad     | Districtsraad    |
| Kiesomschrijving | Kiesomschrijving | Nederlands Kiescollege | Kieskring Vlaams-Brabant          | Kieskring Vlaams-Brabant | Kieskring Vlaams-Brabant | Kieskring Vlaams-Brabant | Kieskring Vlaams-Brabant | Leuven          | Tienen            | Glabbeek        | Glabbeek Lubbeek | -                |
| Verkiezing       | Verkiezing       | Europese               | Federale                          | Federale                 | Vlaamse                  | Vlaamse                  | Provincieraads-          | Provincieraads- | Provincieraads-   | Provincieraads- | Gemeenteraads-   | Districtsraads-  |